# Yolande Zauberman
Yolande Zauberman (* in Paris) ist eine französische Regisseurin und Drehbuchautorin.
Die Tochter polnischer Einwanderer studierte Kunstgeschichte und Wirtschaftswissenschaft. 1987 drehte sie ihren ersten Dokumentarfilm Classified People, mit dem sie Preise auf mehreren Festivals gewann und für einen César als Bester dokumentarischer Kurzfilm nominiert war. Ihr zweiter Dokumentarfilm Caste criminelle (1989) lief 1990 auf den Filmfestspielen von Cannes.
Für ihren ersten Spielfilm Moi Ivan, toi Abraham wurde Zauberman 1993 in Cannes (gemeinsam mit Der Duft der grünen Papaya) der Jugendpreis und auf dem Filmfestival Moskau der Goldene St. Georg verliehen.

## Filmografie
Dokumentarfilme
- 1987: Classified People
- 1989/1990: Caste criminelle
- 2004: Paradise now – Journal d'une femme en crise
- 2005: Un juif à la mer
- 2011: Would You Have Sex with an Arab?
- 2018: M
- 2024: La belle de Gaza

Spielfilme
- 1993: Ivan und Abraham (Moi Ivan, toi Abraham)
- 1996: Lola im Technoland (Clubbed to death)
- 2002: Der Krieg in Paris (The War in Paris)